# Ferdinand Gerz
Ferdinand Gerz (Múnich, RFA, 17 de noviembre de 1988) es un deportista alemán que compitió en vela en la clase 470. Ganó una medalla de oro en el Campeonato Europeo de 470 de 2015.

## Palmarés internacional
| \| Campeonato Europeo \| Campeonato Europeo \| Campeonato Europeo \| Campeonato Europeo \| \| Año \| Lugar \| Medalla \| Clase \| \| ------------------ \| ------------------ \| ------------------ \| ------------------ \| \| 2015 \| Aarhus (Dinamarca) \| Medalla de oro \| 470 \| |                    |                |       |
| Campeonato Europeo |                    |                |       |
| Año | Lugar              | Medalla        | Clase |
| 2015 | Aarhus (Dinamarca) | Medalla de oro | 470   |

### Juegos olimpicos
| Torneo                        | Resultado | Deporte    | Competencia                                  |
| ----------------------------- | --------- | ---------- | -------------------------------------------- |
| Río 2016, Equipo Alemania     | #11       | Navegación | Embarcación auxiliar para dos personas (470) |
| Londres 2012, Equipo Alemania | #13       | Navegación | Embarcación auxiliar para dos personas (470) |